# Șcebetovka
Șcebetovka (în ucraineană Щебетовка) este o așezare de tip urban din orașul regional Feodosia, Republica Autonomă Crimeea, Ucraina. În afara localității principale, mai cuprinde și satul Krasnokameanka.

## Demografie
Componența lingvistică a așezării de tip urban Șcebetovka
     Rusă (75,04%)
     Tătară crimeeană (15,73%)
     Ucraineană (7,16%)
     Belarusă (1,35%)
     Alte limbi (0,09%)
Conform recensământului din 2001, majoritatea populației așezării de tip urban Șcebetovka era vorbitoare de rusă (75,04%), existând în minoritate și vorbitori de tătară crimeeană (15,73%), ucraineană (7,16%) și belarusă (1,35%).